# Meltdown (livre)
Pour les articles homonymes, voir Meltdown.
Meltdown est un livre paru en 2009 et traitant de la crise financière de 2007-2010. Il a été écrit par Thomas Woods, historien (PhD se rattachant à l'École autrichienne d'économie.
Le livre a débuté #16 dans la catégorie Hardcover, non-fiction de la New York Times Best Seller list. Il monte #11 à sa deuxième semaine. Selon le site de l'auteur, le livre est demeuré 10 semaines sur la liste.
L'ouvrage désigne la politique de la Réserve fédérale comme étant responsable de la crise des subprimes, critique la théorie du too big to fail et les plans de relance de Barack Obama. Il établit par ailleurs un parallèle avec la Grande Dépression, dénonçant le New Deal de Franklin Roosevelt comme une politique inefficace. 
L'ouvrage a été traduit en 2010 par les éditions Valor sous le titre Débâcle.